# 1808 en architecture
| Années de l'architecture : 1805 - 1806 - 1807 - 1808 - 1809 - 1810 - 1811    |
| Décennies de l'architecture : 1770 - 1780 - 1790 - 1800 - 1810 - 1820 - 1830 |

Cet article présente les faits marquants de l'année 1808 en architecture.

## Événements
- Fin de la construction à Saint-Pétersbourg du bâtiment actuel de l'Institut Smolny.

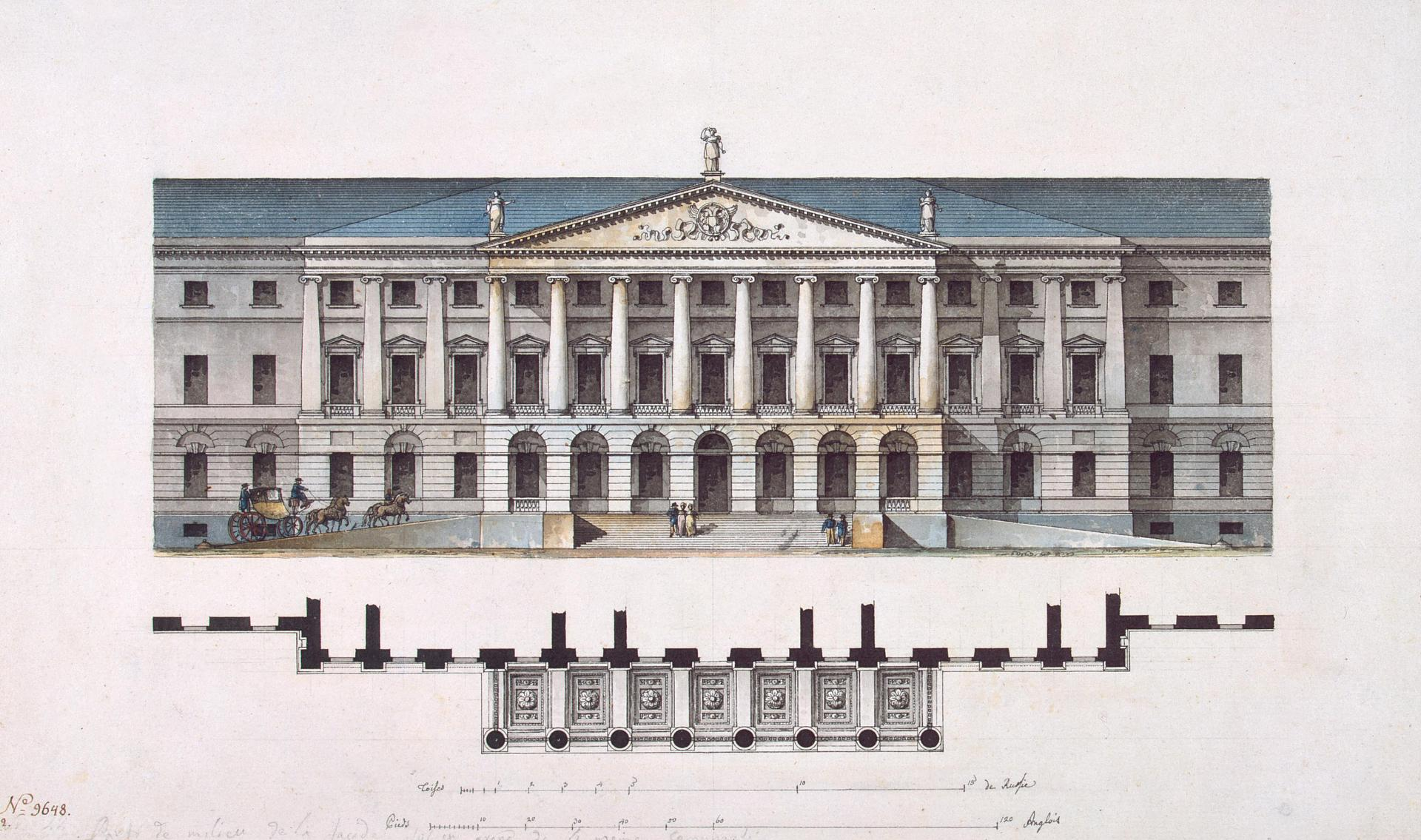
Élévation du bâtiment de l'Institut Smolny selon le projet de 1806.

## Récompenses
- Prix de Rome : Achille-François-René Leclère.

## Naissances
- Jean-Baptiste Schacre († 1876).

## Décès
- 9 mars : Joseph Bonomi l'Ancien (° 19 janvier 1739).
- 24 mai : Jean-Jacques Huvé (°1742).
- 1er octobre : Carl Gotthard Langhans (° 15 décembre 1732).